# Apenheul

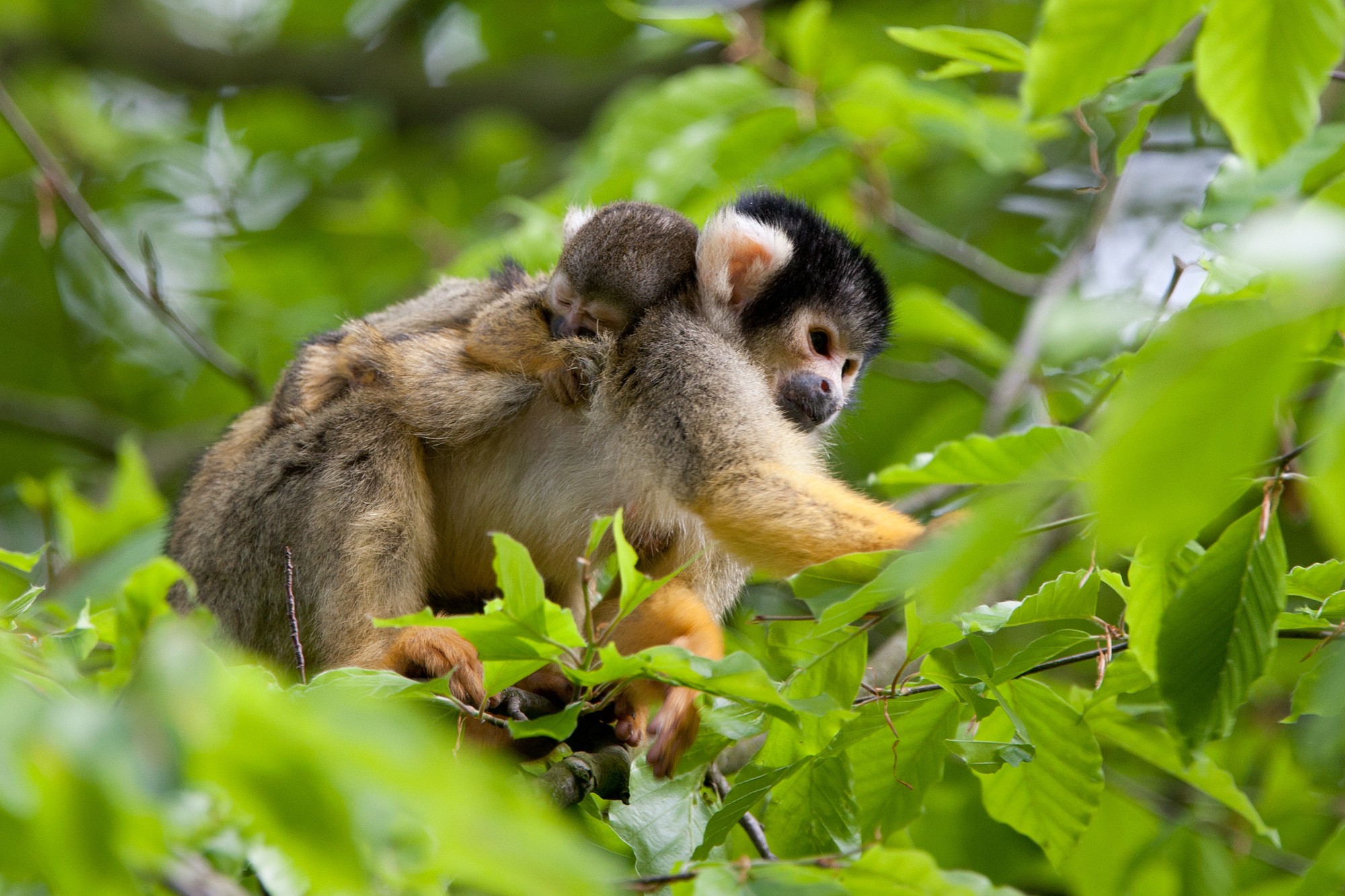
Sommige apen lopen los tussen de bezoekers

Apenheul is een dierentuin met apen aan de rand van de Nederlandse stad Apeldoorn. In het park verblijven ruim 300 apen van zo'n 35 verschillende soorten die thuishoren in Afrika, Zuid-Amerika en Azië. Veel van de dieren zijn niet in hokken opgesloten: gaas of tralies ziet men er bijna niet. Sommige soorten lopen los tussen de bezoekers rond. Andere, zoals de gorilla's, bonobo's en orang-oetans leven op grote, door grachten omgeven eilanden. Door de ruime verblijven en de natuurlijke groepen waarin de dieren gehouden worden, kunnen de dieren bij hun natuurlijke gedragingen worden bezichtigd.
Het logo is een gespiegelde variant van de aapfiguur van de Nazcalijnen.

## Chronologie
- 1971: Apenheul wordt opgericht door Wim Mager, die de voormalige Bloemenhal met circa 1,5 hectare grond huurt voor een bedrag van een gulden. Van het begin is gekozen voor het bij bezoekers populaire concept waarbij een aantal apen los in het bos en tussen de bezoekers aanwezig zijn. Aanvankelijk was het aantal soorten beperkt tot wolapen, slingerapen en een paar kleinere soorten.
- 1972: De eerste wolaap, Yoko, wordt geboren.
- 1976: Gorilla’s komen in het park in een speciaal verblijf. Daarnaast komen ook de eerste doodshoofdapen naar Apenheul.
- 1979: De eerste gorillababy, Kriba, wordt geboren.
- 1980: Apenheul krijgt een hoog hek waar apen niet overheen kunnen klimmen. Daarmee voorkomt men dat sommige apen voor de vrijheid kiezen.
- 1981: De blokhut waarin Apenheul begon brandt af en 46 apen vinden de dood. Slingeraap Pepi is een van de overlevenden die nog steeds in Apenheul woont. Met de herbouw komen er betere apenverblijven en ook nieuwe apensoorten zoals gibbons, berberapen en leeuwaapjes. Verder wordt het park voor het publiek interessanter gemaakt met tentoonstellingen, speelgelegenheden en meer informatie.
- 1982: Bij de bevalling van gorilla Mandji treden complicaties op. Daarom wordt ze naar het Lukas Ziekenhuis gebracht, waar haar zoon Lukas wordt geboren.
- 1986: Apenheul wordt een stichting waarvan de opbrengsten geïnvesteerd worden in natuureducatie en natuurbehoud.
- 1987: Apenheul wordt lid van de Nederlandse Vereniging van Dierentuinen
- 1994: Het Apenheul Primate Conservation Trust wordt opgericht. Dit natuurbehoudfonds ondersteunt natuurbehoudprojecten in de tropen.
- 1995: Een grote vernieuwing en uitbreiding van het park wordt aangevangen. Er komt een nieuw entreegebouw.
- 1996: Introductie van de bonobo's
- 1997: De oprichter van Apenheul, Wim Mager, vertrekt naar Frankrijk om daar een nieuw park met dezelfde opzet in te richten: La Vallée des Singes.
- 1999: Introductie van orang-oetans.
- 2002: Een brand vernielt op 16 maart een groot deel van het nieuwe entreegebouw. Het Apenboompad wordt geopend, een vlonderpad voor bezoekers dat hoog door de bomen voert.
- 2004: Een nieuwe tribune voor de gorillavoederpresentatie komt gereed.
- 2005: Op 14 augustus overleed Bongo, een bekende gorilla in Apenheul. De aap werd ruim 33 jaar oud. Hij werd op ongeveer driejarige leeftijd uit Kameroen naar Apeldoorn gehaald en werd de leider van de gorillagroep. Een jaar later komt de nieuwe gorillaman Jambo naar Apenheul.
- 2005: De verbetering van het Berberapengebied wordt afgerond. De Berberapen leven nu in een zeer ruim, bergachtig gebied. De nieuwe verblijfplaats doet denken aan het Atlasgebergte waar de soortgenoten van deze apen leven. Bezoekers kunnen hier tussen de apen lopen en dat zorgt vaak voor de nodige hilarische contacten.
- 2005: GaiaPark Kerkrade Zoo wordt geopend, het is door Apenheul ontworpen en gebouwd.
- 2006: In november wordt vanuit het Duitse Krefeld de 13-jarige gorillaman Jambo overgebracht; hij wordt de nieuwe leider van de groep.
- 2008: Wim Mager overlijdt op 23 maart op 67-jarige leeftijd.
- 2008: Amazonia wordt uitgebreid met een 200 meter lange Amazonebrug, die tussen enkele apeneilanden door slingert en een grote Amazonia volière.
- 2010: Aan de rand van Apenheul wordt de St@art geopend. Het gebouw is CO2-neutraal en biedt onder meer onderdak voor de kantoren van Apenheul. Maar is ook een vergader- en congreslocatie, waarmee Apenheul ook mogelijkheden biedt voor zakelijke groepen.
- 2011: Op 12 augustus overleed het doodshoofdaapje Plons. Plons was een publiek figuur; bij voorstellingen werd ze apart gepresenteerd. Ze was met 26 jaar een van de oudste doodshoofdapen ter wereld die leefde in een dierentuin. Verder stond het jaar in het teken van de komst van neusapen naar Apenheul.
- 2012: Op 20 maart overleed orang-oetan Karl. Hij was toen bijna 52 jaar oud en had veel last van ouderdomskwalen. Omdat zijn gezondheid verder achteruit ging liet men hem inslapen. Het was de oudste orang-oetan in een Europese dierentuin.
- 2013: Na het overlijden van orang-oetan Karl was na een paar maanden duidelijk dat Amos zijn opvolger als dominant mannetje was. Verder werd het orang-oetangebied vernieuwd; er kwamen meer leer- en doedingen voor kinderen.
- 2014: Apenheul haalde een nieuwe apensoort binnen: Hanuman langoeren. Het park is daarmee de enige dierentuin in Nederland waar deze heilige apen uit India worden gehouden. Het seizoen werd afgesloten met een record: 581.000 betalende bezoekers brachten in 2014 een bezoek aan Apenheul.
- 2015: In september werd de enige nog in levende zijnde neusaap teruggebracht naar Singapore. Na het overlijden van zijn soortgenoten van de in 2011 binnengehaalde groep was het de enige neusaap in Apenheul.
- 2016: Apenheul werd aangemerkt als 'Leukste uitje van Nederland 2016'.
- 2018: Vanuit Taipei Zoo werd Bao Bao naar Apenheul vervoerd om daar de nieuwe leider van de groep te worden. Jambo, de dominante gorillaman tot dan toe, werd samen met zijn drie zonen naar Al Ain Zoo in de Verenigde Arabische Emiraten verplaatst. Hij had in Apeldoorn voor voldoende nageslacht gezorgd.
- 2019: De gorilla voederpresentatie van Apenheul wordt tijdens de Diamond Theme Park Awards voor de eerste keer gekozen als Beste Dierendemonstratieshow van Nederland en België.
- 2020: Het nieuwe parkdeel wordt opgeleverd. Er is nieuwe speeltuin, een nieuw restaurant, een nieuw losloopgebied voor onder andere dwergapen en een 100 meter lange insectenmuur te vinden.
- 2021: In februari 2021 wordt voor de 50e keer een gorilla geboren in Apenheul: Kiango. Het is de eerste nakomeling van de nieuwe zilverrug Bao Bao.
- 2023: Een nieuw losloopgebied voor West-Afrikaanse franjeapen, noordelijke dwergmeerkatten en sporenschildpadden wordt geopend.
- 2024: De uit Frankrijk afkomstige gorilla Banjoko die de afgedankte zilverrug Bao Bao moet vervangen komt aan in Apeldoorn; hij zorgt gelijk voor een nakomeling die op 7 oktober wordt geboren.

## Beschrijving van het park
Bij de ingang kunnen de bezoekers een aapvrije tas, een met een rits af te sluiten tas, voor hun bezittingen krijgen. Vervolgens lopen ze langs de 100 meter lange insectenmuur naar het eerste losloopgebied met Boliviaans doodshoofdaapjes. Vanuit dit gebied kunnen ook twee eilanden worden bekeken, een met roodrugbaardsaki’s en een met wolapen. Na de eerste van drie grote horecapunten ‘De Apegaap’, komt het volgende losloopgebied, dit keer met Zuid-Amerikaanse klauwaapjes. In dit gebied leven keizertamarins, witgezichtsaki’s, zilver-oeistiti's en rode titi’s. Ook is er een verblijf voor kolenbranderschildpadden.

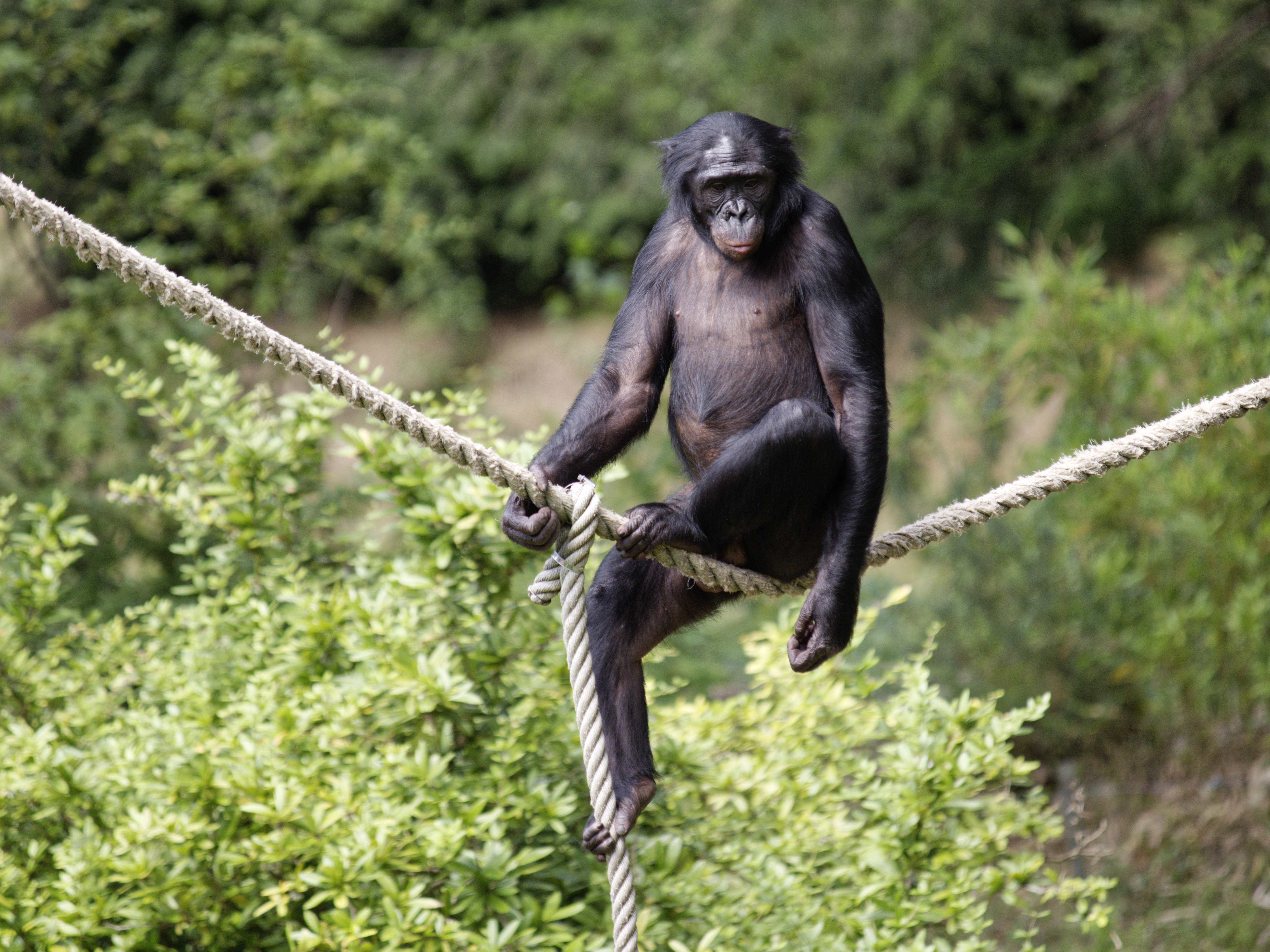
Een van de bonobo's in Apenheul

Het volgende gebied is gericht op de halfapen van Madagaskar. Eerst is er een verblijf voor Alaotrabamboemaki’s en kroonsifaka’s. In het gebied lopen ook een aantal soorten los: ringstaartmaki’s, rode vari’s, gordelvari’s, zwartwitte vari's, kroonmaki’s en roodbuikmaki’s. Midden in dit gebied ligt een dorp, waar nog een apart verblijf voor blauwoogmaki’s te vinden is. Ook wordt hier een voederpresentatie gehouden met de loslopende lemuren. Vanuit dit gebied kan ook een van de grote apeneilanden worden bekeken, evenals het bijbehorende binnenverblijf van de bonobo’s, een van de drie mensenapen in Apenheul. In Apenheul leven twee groepen bonobo's, die halverwege de dag wisselen van binnenverblijf naar buitenverblijf en andersom. 

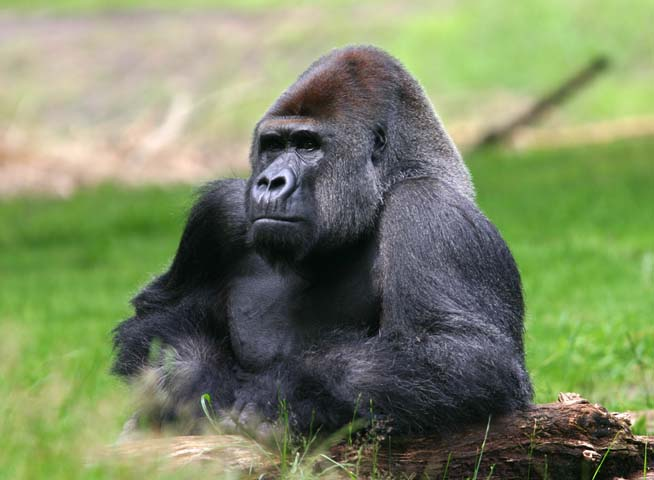
Bongo

Na het Madagaskargebied volgt het tweede grote horecapunt, ‘De Wildebras’, waar ook de speeltuin Het Huis van NAAAP te vinden is. Ook is hier de Bongo Bonde, het theater dat vernoemd is naar de bekende gorillaman Bongo. In dit theater vindt de voederpresentatie van de gorilla’s en L'Hoëstmeerkatten plaats. De zilverrug van de groep heet Bao Bao, die in Taiwan werd onderschept vanuit een scheepscontainer en daar in zijn eentje leefde in Taipei Zoo. In 2018 werd vanuit het fokprogramma besloten dat de toenmalige gorillaleider Jambo moest verhuizen omdat hij voor voldoende nageslacht had gezorgd. Bao Bao werd toen de nieuwe leider, omdat zijn DNA interessant was voor het fokprogramma, aangezien hij vanuit een wilde populatie afkomstig is. 

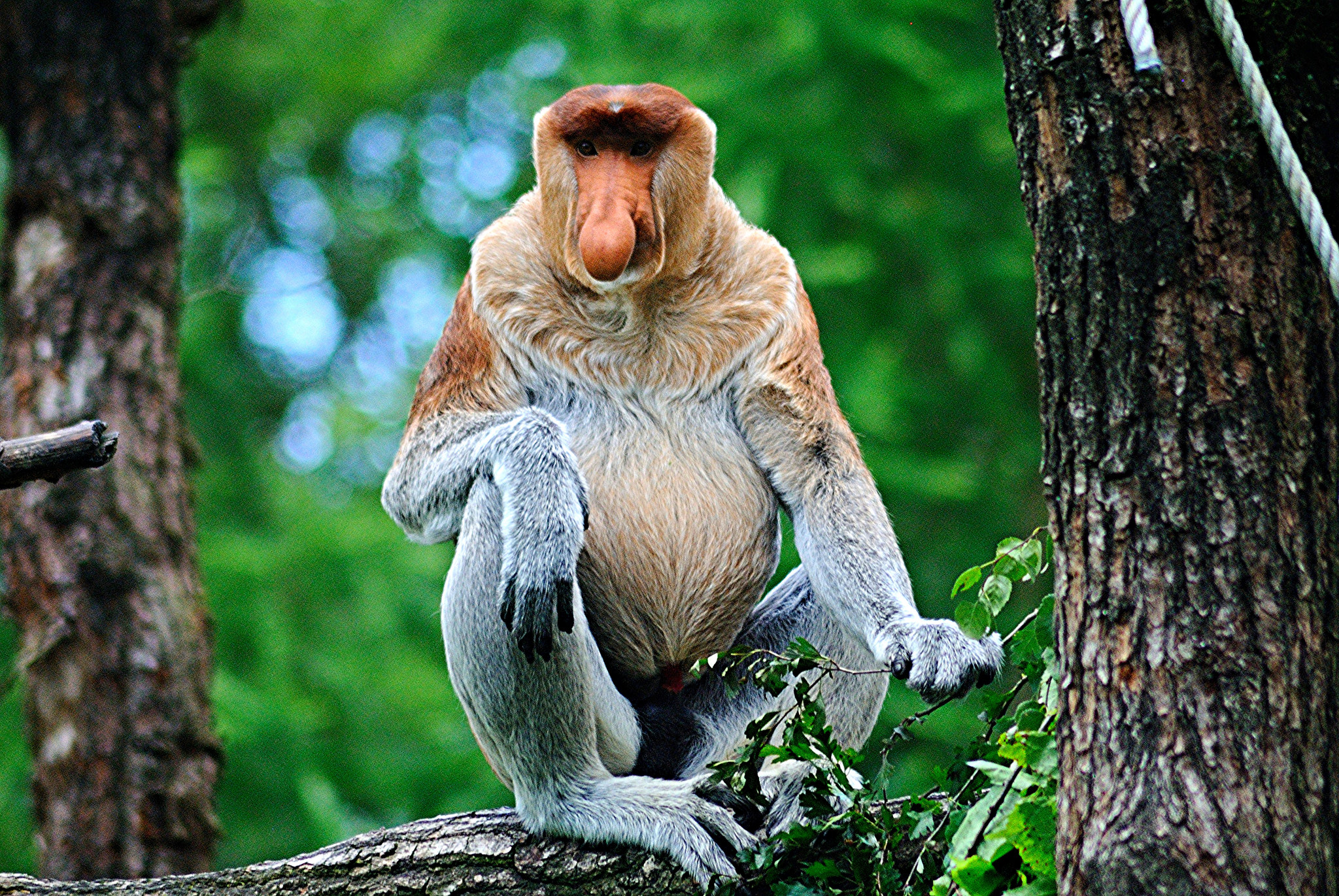
Neusaap in Apenheul.

Achterin het park bevindt zich een verblijf voor orang-oetans. Dit verblijf is opgedeeld in vier delen, elk met een binnenverblijf en twee eilanden buiten. Orang-oetans leven in het wild solitair en op deze manier kunnen de dieren dat dus ook in de dierentuin zijn. Elke dag worden de orang-oetans doorgewisseld naar het volgende eiland, zodat er voldoende afwisseling is voor de dieren. In Apenheul zijn er twee mannelijke orang-oetans die niet samen in een van de vier delen kunnen samenleven. In het verleden was hier ook een verblijf voor neusapen, een van de weinige verblijven voor deze dieren buiten Azië. Het is echter moeilijk om deze apensoort te houden in dierentuinen en na meerdere tegenslagen verliet de laatste neusaap in 2015 het park. Rondom de orang-oetans zijn er nog wel verblijven voor Javaanse langoeren, leeuwenstaartmakaken en roodkruinmangabeys. 

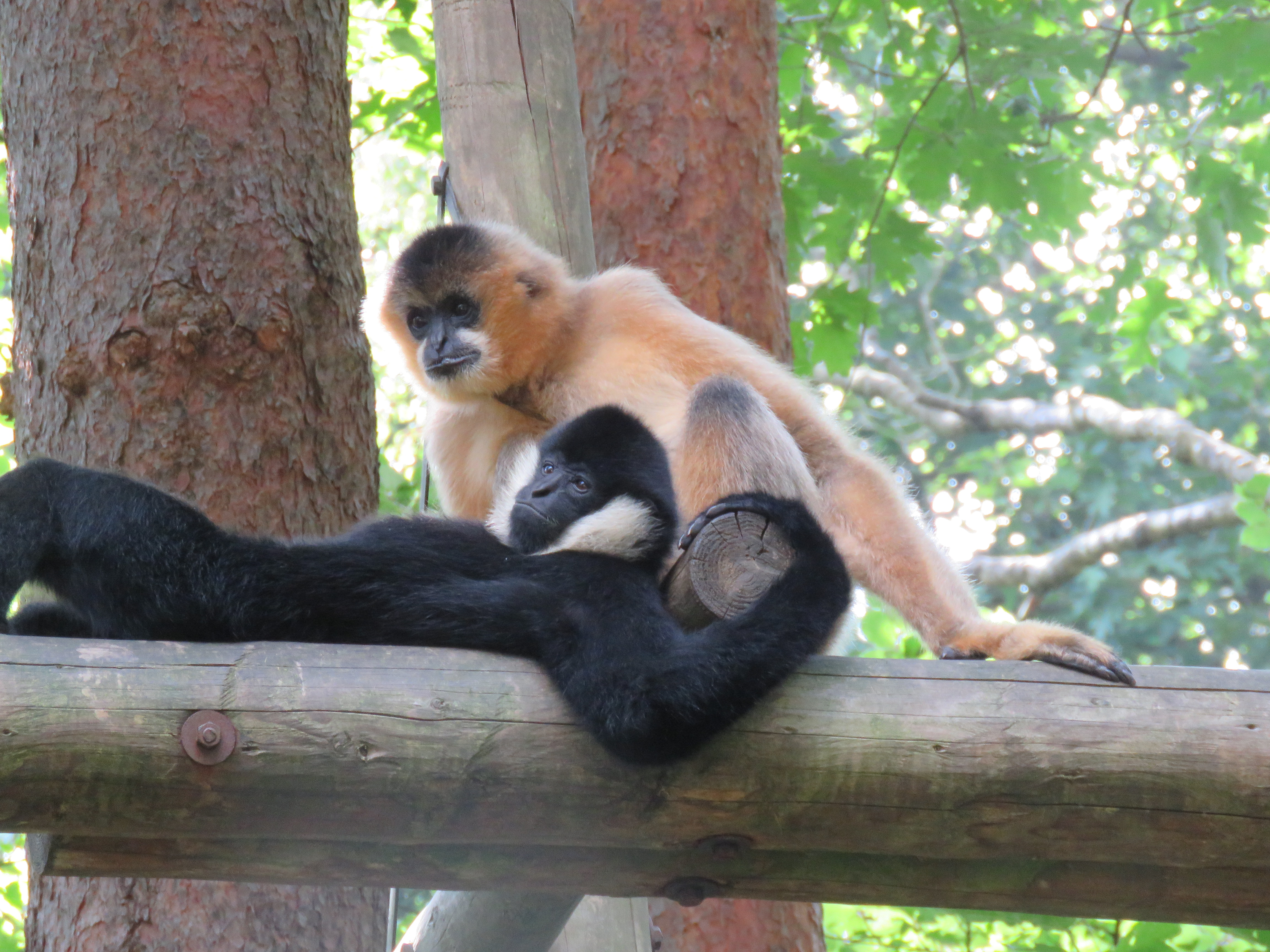
Withandgibbons in Apenheul.

Het volgende verblijf is gebaseerd op het Atlasgebergte. In dit gebied leven berberapen in een vallei, en in de doorloopvolière vliegen kaalkopibissen. Ook kunnen de bezoekers een terrarium voor Egyptische landschildpadden en een verblijf voor ezels vinden. Aan de oostkant van het park is naast een plein voor met uitzicht op en educatie over de gorilla’s een verblijf voor witwanggibbons. Hierna is het laatste horecapunt ‘De Waaghals’ met speeltuin en het binnenverblijf van de gorilla’s en L'Hoëstmeerkatten.
Het volgende losloopgebied is voor Zuid-Amerikaanse apen: rode brulapen, mantelaapjes, witgezichtsaki’s en goudkopleeuwaapjes. In dit gebied er is een pad boven de grond tussen de bomen door, waarbij er halverwege een nachtverblijf is voor tweevingerige luiaards en grijspootdoeroecoeli's. Hier is ook een drietal terraria te vinden: een voor rozenkevers en Afrikaanse reuzenmiljoenpoten, een voor Afrikaanse reuzenslakken en een voor junglenimfen. In het water rond het gebied zwemmen diamantsteuren, Siberische steuren en witte steuren. 
Vervolgens is er een vlonder over het water langs een tweede eiland voor de gorilla’s en het eiland voor de bonobo’s. Daarnaast is er een verblijf voor geelborstkapucijnapen en een eiland voor capibara’s en Colombiaanse slingerapen. Het tweede deel gaat door een kooi met Hanumanlangoeren. De vlonder eindigt bij het eerste horecapunt ‘De Apegaap’ en de speeltuin.
Hierna volgen nog twee verblijven, voor witschouderkapucijnapen en zwarte brulapen. Hierna volgt de nieuwste toevoeging aan het park: een losloopgebied voor West-Afrikaanse franjeapen, noordelijke dwergmeerkatten en sporenschildpadden. Achter de schermen houdt Apenheul nog gouden leeuwaapjes, zuidelijke poedoes, groenvleugelara's.

## Bezoekersaantallen
Hieronder volgt een lijst van de bezoekersaantallen van Apenheul door de tijd heen.
| 2011    | 2012    | 2013    | 2014    | 2015    | 2016    | 2017    | 2018    | 2019    | 2020    | 2021    | 2022    | 2023    | 2024    |
| ------- | ------- | ------- | ------- | ------- | ------- | ------- | ------- | ------- | ------- | ------- | ------- | ------- | ------- |
| 447.000 | 487.000 | 447.000 | 581.000 | 548.000 | 455.000 | 488.000 | 462.000 | 492.000 | 268.000 | 330.000 | 465.000 | 500.000 | 490.000 |

## Dieren

### Primaten
- Alaotra bamboemaki
- Baardsaki
- Berberaap
- Blauwoogmaki
- Boliviaans doodshoofdaapje
- Bonobo
- Borneo orang-oetan
- Colombiaanse slingeraap
- Geelborstkapucijnaap
- Gordelvari
- Gouden leeuwaapje
- Goudkopleeuwaapje
- Grijspootdoeroecoeli
- Hanuman langoer
- Javaanse langoer
- Keizertamarin
- Kroonmaki
- Kroonsifaka
- Laaglandgorilla
- Leeuwenstaartmakaak
- L'Hoëst meerkat
- Manteltamarin
- Noordelijke dwergmeerkat
- Noordelijke witwanggibbon
- Ringstaartmaki
- Rode brulaap
- Rode titi
- Rode vari
- Roodbuikmaki
- Roodkruinmangabey
- West-Afrikaanse franjeaap
- Witgezichtsaki
- Witschouderkapucijnaap
- Wolaap
- Zilver-oeistiti
- Zwarte brulaap
- Zwartwitte vari

### Andere dieren
- Capibara
- Chileense poedoe
- Ezel
- Tweevingerige luiaard
- Groenvleugelara
- Kaalkopibis
- Zwartgroene gifkikker
- Kolenbranderschildpad
- Egyptische landschildpad
- Sporenschildpad
- Diamantsteur
- Siberische steur
- Witte steur
- Afrikaanse reuzenmiljoenpoot
- Mombassa miljoenpoot
- Rozenkever

### EEP's
Apenheul beheert de EEP's voor de volgende soorten: 
- Gewone wolaap
- Javaanse langoer
- Westelijke laaglandgorilla